# 国策
国策（こくさく）とは、国家が決定する政策のこと。国家政策という語も同様の意味として用いられる。
何をもって国策とするかに明確な定義はなく、日本国政府としての見解も「国策とは、一般に、国家の政策を意味するもの」に留まる。外交方針などの国家戦略、国家プロジェクトを指して国策ということもあれば、GIGAスクール構想のような一施策を国策と評することもある。

## 概要
日本の政治史の中では、大正期、孤立主義を米国の世襲的国策と評価した上で、日本は国策が定まっていないと問題視し、政府に国策の樹立を求める動きがあった。大正末期には、経済上の国策という概念も生じ、その樹立のため、清浦内閣は1924年に帝国経済会議を設置した。同時代に政治体制が超然主義内閣から政党内閣に変わっていく中、国策とは内閣が交代しても変更されない恒久的な方針や政策を指していた。
昭和恐慌前後から昭和研究会や国策研究会による国策研究が活発化し、1936年の廣田内閣の五相会議及び閣議で『國策ノ基準』として満州国の安定などの外交戦略を決定し、1940年に第2次近衛内閣は『基本国策要綱』を閣議決定する。同時期の国策に基づいて政府が設立を主導した会社や団体を指して国策会社・国策団体、戦時映画を指して国策映画ということがある。
終戦後、日本国憲法の施行後も政府文書で国策という用語が用いられることはあるが、1995年の村山内閣総理大臣談話では「遠くない過去の一時期、国策を誤り、戦争への道を歩んで」と過去の国家方針を指して国策とする一方、2023年の第4期教育振興基本計画では「国策としてGIGAスクール構想を強力に推進する」と特定の施策を国策とし、2024年の統合イノベーション戦略では他国のエネルギー技術に関する国家プロジェクトを国策と評するなど、文脈によって意味合いは異なる。

## 国策とされる政策

### 大日本帝国期の日本
上述のとおり、1930年代から1940年代の一時期を除き、国策の定義や範囲が明確に示されたことはないが、後年に国策と評された政策や国家目標として、官営工場の設立や内国勧業博覧会の開催といった殖産興業政策、軍隊の近代化といった富国強兵政策がある。

### 日本国憲法施行後の日本
閣議決定文書で政府自らが国策であるとした政策として、新型コロナウイルスのワクチン開発（ワクチン開発・生産体制強化戦略）、GIGAスクール構想（第4期教育振興基本計画）などがある。

### 外国
日本国政府が国策と評価している他国の政策として、中華人民共和国や大韓民国のコンテンツ産業振興政策などがある。